# Rhytiphora transversesulcata
Rhytiphora transversesulcata là một loài bọ cánh cứng trong họ Cerambycidae.